# Dana Scott
Dana Stewart Scott (nacido en 1932) es el Profesor Emérito de Ciencias de la Computación, Filosofía y Lógica Matemática en Carnegie Mellon University; Se encuentra jubilado y vive en Berkeley, California. Su carrera investigadora alcanzó los campos de las Ciencias de la Computación, Matemáticas y Filosofía, y ha sido caracterizada por combinar una preocupación por elucidar conceptos fundamentales rigurosa pero informalmente, al mismo tiempo que afrontaba los difíciles problemas matemáticos que yacen bajo dichos conceptos. Su trabajo sobre teoría de autómatas le hizo ganar el Premio Turing de la ACM en 1976, mientras que su trabajo en colaboración con Christopher Strachey en los años 1970 fijó los cimientos para los enfoques modernos en semántica de lenguajes de programación. Ha trabajado también en lógica modal, topología y teoría de categorías. Es el redactor jefe de la nueva revista Logical Methods in Computer Science (en inglés).

## Inicios de su Carrera
Se licenció en Matemáticas por la Universidad de California, Berkeley en 1954. Su tesis doctoral, titulada Convergent Sequences of Complete Theories (del inglés, Secuencias Convergentes de Teorías Completas) bajo la supervisión de Alonzo Church, fue defendida en 1958 en la Universidad de Princeton. Tras completar su estudios de doctorado, se mudó a la Universidad de Chicago, impartiendo clases hasta 1960.
En 1959 publicó un artículo junto con Michael O. Rabin, un colega de Princeton, titulado Finite Automata and Their Decisión Problem (Autómatas Finitos y el Problema de su Decidibilidad), que introdujo la idea de las máquinas no determinísticas en el campo de la teoría de autómatas. Este trabajo les proporcionó el Premio Turing, por haber presentado un concepto tan fundamental en complejidad computacional.

## Universidad de California, Berkeley, 1960–1963
Scott fue contratado como profesor asistente de matemáticas en la Universidad de California en Berkeley, la universidad de Alfred Tarski, y se dedicó a trabajar en problemas clásicos de lógica matemática, especialmente teoría de conjuntos y la teoría de modelos de Tarski.
Durante este periodo empezó a supervisar tesis doctorales de estudiantes como James Halpern (Contributions to the Study of the Independence of the Axiom of Choice) y Edgar López-Escobar (Infinitely Long Formulas with Countable Quantifier Degrees). El trabajo de Scott como director de tesis fue una importante fuente de inspiración intelectual.

### Lógica modal
Scott también comenzó a trabajar en lógica modal durante este periodo, iniciando una colaboración con John Lemmon, quien se mudó a Claremont, California en 1963. Scott estaba especialmente interesado en lógica temporal y la conexión con el tratamiento del tiempo en la semántica de lenguajes naturales, y empezó a colaborar con Richard Montague (Copeland 2004). Más tarde, Scott y Montague descubrieron independientemente una importante generalización de la semántica de Kripke para la lógica modal y tensa, llamada semántica de Scott-Montague (Scott 1970).
John Lemmon y Scott empezaron a trabajar en un libro de texto sobre lógica modal, interrumpiéndose su desarrollo por la muerte de Lemmon en 1966. Scott paseó el manuscrito incompleto entre sus colegas, intruduciendo un número de importantes técnicas en la semántica de teoría de models. Pero más reseñablemente, presentando un perfeccionamiento del modelo canónico que se hizo estándar, e introduciendo la técnica de construir modelos mediante filtraciones, siendo ambos conceptos centrales en la moderna semántica de Kripke (Blackburn, de Rijke, and Venema, 2001). Scott finalmente publicaría el trabajo con el título de An Introduction to Modal Logic (Lemmon and Scott, 1977).

## Stanford, Ámsterdam y Princeton, 1963–1972
Continuando una observación inicial de Robert Solovay, Scott formuló el concepto de modelo de valor booleano (Solovay and Petr Vopěnka hicieron lo mismo en la misma época). En 1967 Scott publicó un artículo, A Proof of the Independence of the Continuum Hypothesis, en el que usaba modelos de valores booleanos como análisis de la independencia de la hipótesis de continuo alternativo al de Paul Cohen. Este trabajo le hizo ganar el Premio Leroy P. Steele de 1972.

## Oxford University, 1972–1981
Dana Scott aceptó un empleo como profesor de lógica matemática en la Facultad de Filosofía de la Universidad de Oxford en 1972.

### Semántica de lenguajes de programación
Durante este periodo, Scott trabajó directamente con Christopher Strachey, y los dos se las arreglaro, a pesar de la presión administrativa, para supervisar gran cantidad de trabajos que suponían los fundamentos matemáticos de en semántica de lenguajes de programación, el campo por el que Scott es más conocido. Su trabajo conjunto de ambos es el enfoque Scott-Strachey a la semántica denotativa, y constituye una de las piezas más influyentes en informática teórica, pudiendo quizás considerarse como la fundación de una de las mayores escuelas de ciencias de la computación. Una de las mayores contribuciones de Scott es su teoría de dominios, que dota a los programas con funciones recursivas y estructuras de control de bucles de semántica denotativa. Además, proveyó los fundamentos para la comprensión de la información continua e infinitesimal, a través de la teoría de dominios y su teoría de los sistemas de información.
Su trabajo durante esta época le hizo ganar:
- El Premio Harold Pender de 1990 por su for his aplicación de conceptos de lógica y álgebra al desarrollo de la semántica matemática de lenguajes de programación;
- El Premio Rolf Schock de 1997 en lógica y filosofía, por la Real Academia Sueca de las Ciencias por sus trabajos en lógica, especialmente la creación de la teoría de dominios, que ha hecho posible extender el paradigma semántico de Tarski a los lenguajes de programación, así como a los modelos de la lógica combinatoria de Curry, y el cálculo lambda de Church; y
- El Premio Bolzano de 2001 al Mérito en las Ciencias Matemáticas, por la Academia Checa de las Ciencias.

## Universidad Carnegie Mellon 1981–2003
En la Universidad Carnegie Mellon, Scott propuso la teoría de espacios equilógicos como sucesora de la teoría de dominios; Entre sus muchas ventajas, la categoría de espacios equilógicos es un conjunto cartesianamente cerrado, mientras que la categoría de dominios no lo es.

### Trabajos importantes de Scott
- With Michael O. Rabin, 1959. Finite Automata and Their Decisión Problem.
- 1967. A proof of the independence of the continuum hypothesis. Mathematical Systems Theory 1:89-111.
- 1970. 'Advice in modal logic'. In Philosophical Problems in Logic, ed. K. Lambert, pages 143-173.
- With John Lemmon, 1977. An Introduction to Modal Logic. Oxford: Blackwell.

### Otros trabajos
- Blackburn, de Rijke and Venema, 2001. Modal logic. Cambridge University Press.
- Jack Copeland, 2004. Arthur Prior. In the Stanford Encyclopedia of Philosophy.